# 于尔济
于尔济（法語：Urzy，法語發音：[yʁzi]）是法国涅夫勒省的一个市镇，位于该省中部，属于讷韦尔区。

## 地理
于尔济（47°3'42"N, 3°12'17"E）面积23.41 平方千米，位于法国勃艮第-弗朗什-孔泰大區涅夫勒省，该省份为法国中部省份，北至约讷省，西北接卢瓦雷省，西接谢尔省，南至阿列省，东南接索恩-卢瓦尔省，东临科多尔省。
与于尔济接壤的市镇（或旧市镇、城区）包括：盖里尼、库朗日莱讷韦尔、帕里尼莱沃、圣马丹德耶、瓦雷讷-沃泽勒、沃达莫涅。

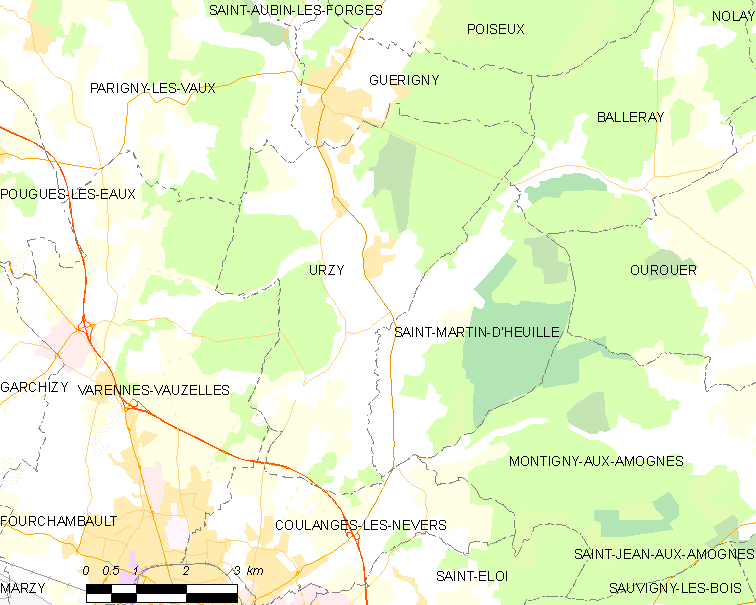
于尔济的OSM定位图

于尔济的时区为UTC+01:00、UTC+02:00（夏令时）。

## 行政
于尔济的邮政编码为58130，INSEE市镇编码为58300。

## 政治
于尔济所属的省级选区为盖里尼县。

## 人口

1962-2008年间于尔济人口变化图示

于尔济于2022年1月1日时的人口数量为1735人。